# Vasili Petrenko
Vasili Petrenko (en ruso: Василий Эдуардович Петренко, Vasili Eduárdovich Petrenko; San Petersburgo, 7 de julio de 1976) es un director de orquesta ruso, en la actualidad director regente de la Orquesta Filarmónica de Liverpool y director de la Orquesta Filarmónica de Oslo. Ganador del premio de dirección orquestal de Cadaqués (2002).
Se formó en el Conservatorio de San Petersburgo. Estudió dirección de orquesta con Ilya Musin, y después bajo la tutela de Mariss Jansons, Yuri Temirkánov y Esa-Pekka Salonen.
Fue director residente en el Teatro de Ópera y Ballet de San Petersburgo entre 1994 y 1997 y director principal de la Academia Estatal de San Petersburgo desde 1994.
Petrenko debutó internacionalmente como director de orquesta con la Real Orquesta Filarmónica de Liverpool -Royal Liverpool Philharmonic Orchestra (RLPO)- en noviembre de 2004. Tras su debut, fue nombrado en julio de 2005, director principal de la RLPO, convirtiéndose en el más joven en ocupar el puesto, con efectos desde la temporada 2006-2007 y con un contrato inicial de tres años.  Desde que se hizo cargo de esta responsabilidad, la situación financiera y la audiencia de la orquesta han mejorado de forma que su subvención ha sido cifrada en alrededor de 1,3 millones de libras esterlinas. Ha recibido alabanzas de la crítica por revitalizar la orquesta, especialmente en el repertorio ruso así como en el repertorio estándar: música de Brahms y de los principales músicos ingleses. En mayo de 2007, la RLPO anunció la extensión de su contrato con la orquesta hasta el año 2012.
Su primera aparición como director en los Proms fue dirigiendo la RLPO en agosto de 2008.
En abril de 2007, Petrenko fue uno de los ocho directores de orquestas británicas que firmó el manifiesto "Building on Excellence: Orchestras for the 21st Century", para incrementar la presencia de al música clásica en el Reino Unido, que incluía propuestas como la de facilitar acceso gratuito a todos los escolares británicos a un concierto de música clásica. En diciembre de 2008, la Orquesta Juvenil Nacional de Gran Bretaña -National Youth Orchestra of Great Britain- anunció el nombramiento de Petrenko como su nuevo director principal.
En marzo de 2009, Petrenko recibió el título de profesor honorario y el doctorado en Letras por la Liverpool Hope University. En abril de 2009, Petrenko fue nombrado ciudadano honorario (Honourary Scouser) de Liverpool por su alcalde.
Petrenko y su esposa Evgenia Chernysheva-Petrenko tienen un hijo, Alexander (Sasha) Petrenko